# Выборы в Законодательное собрание Калужской области (2025)
Выборы в Законодательное собрание Калужской области восьмого созыва состоятся в Калужской области 14 сентября 2025 года в единый день голосования одновременно с выборами губернатора области и выборами депутатов муниципального уровня.
10 июня состоялось заседание сессии Законодательного Собрания области, в ходе которого были приняты постановления о назначении выборов Губернатора Калужской области и депутатов Законодательного Собрания Калужской области.
Избирательная комиссия 18 июня решила провести голосование три дня подряд - 12, 13 и 14 сентября. Сразу же принято Постановление о предписании территориальным комиссиям организовать "голосование на пеньках". При этом Федеральный закон предписывает не проводить досрочное голосование и голосование вне помещений организованными группами (на пеньках) в случае голосования несколько дней подряд. В то же время отказ от досрочного голосования при трёхдневном голосовании противоречит Постановлению Конституционного суда РФ.
Избираются 40 депутатов по смешанной избирательной системе. 20 депутатов избираются по одномандатным округам (мажоритарная система), побеждает набравший большинство голосов.  Другие 20 депутатов избираются по партийным спискам (пропорциональная система) для которых установлен 5%-й барьер, а распределение мест между списками происходит по методу Империали. Срок полномочий — пять лет. На первом заседании один из депутатов будет избран в Совет Федерации сенатором, а его мандат будет передан следующему кандидату в списке, если тот кого направят в Совет Федерации будет из депутатов избранных в Едином округе.
На 1 января 2025 года в области было зарегистрировано 798 108 избирателей, из которых около 37 % (297 114 избирателей) в Калуге. Но Схема одномандатных избирательных округов определялась по состоянию на 1 июля 2024 года -797937 избирателей 
В 2020 году на выборы по единому округу пришли 283 210 избирателей, из них 181534 проголосовали досрочно (64,1%), на проводимых одновременно выборах Губернатора досрочно якобы голосовали 181762 (на 228 больше), вне помещений участков проголосовали 11588 (4,1%),  на выборах Губернатора на 3 больше, 13 бюллетеней были утеряны участковыми комиссиями, 13404 бюллетеня признаны недействительными по неизвестным причинам (4,73%), явка в целом составила 35,36 % а непосредственно в Единый день голосования - 12,7%. На выборах Губернатора одновременно проголосовали 283486 (на 276 больше) и явка составила 35,39%. 276 бюллетеней или 0,1% голосов для выборов Законодательного собрания утеряны. Из выданных избирателям бюллетеней  в урнах якобы оказалось 282 929 (281 пропал). Итого вместе с недействительными и пропавшими не досчитано 13861 голос или 4,89% от 283485, которые должны были быть в урнах для голосования.

## Организация выборов
Избирательная комиссия Калужской области состоит из 12 членов с правом решающего голоса. Действующий состав сформирован в декабре 2021 года на 5 лет (2021—2026). Из 12 членов комиссии половину назначил губернатор Владислав Шапша, половину — депутаты заксобрания. В декабре 2021 года председателем был избран Александр Бурков. С 29 декабря 2024 года должность председателя занимает Екатерина Князева.
Подготовку и проведение выборов будет осуществлять 28 территориальных избирательных комиссий, 705 участковых избирательных комиссий. Всего в организации выборов будет задействовано около 7000 человек..
Ещё 7 марта 2025 Облизбирком возложила полномочия окружных комиссий на территориальные избирательные комиссии. Так полномочия окружной в округе №1 возложены на ТИК Бобынинского района, №2 - ТИК Барятинского района; округов  №3  и №11 - на ТИК Боровского района; №4 - ТИК Дзержинского района; №5 - ТИК Жиздринского района; №6 - ТИК Жуковского района; №7 - ТИК Медынского района; №8  - ТИК Московского округа г. Калуги; №9  - ТИК Ленинского округа г. Калуги; №10  -  ТИК Октябрьского округа г. Калуги; №12 - ТИК Кировского района; №13 - ТИК Ульяновского района; №14 - ТИК Людиновского района; №15 - ТИК Малоярославецкого района; округов 16 и 17 - на ТИК г. Обнинска; №18  - ТИК Перемышльского района; №19  -  ТИК Тарусского района; №20 - ТИК Ферзиковского района.
Из-за неправильной нарезки округов из частей разных районов нарушена иерархия. Так ТИК Бобынинского района является главной в округе №1, но  в округе №2 подчинена ТИК Барятинского района; ТИК города Обнинск является главной в округах №16 и №17, но в округе №11 подчинена ТИК Боровского района ; ТИК Московского округа г. Калуги главная в округе №8, но подчинена одновременно в округе №1 ТИК Бобынинского района , в №4 - ТИК Дзержинского район, в №19 - ТИК Тарусского района и всё это так запутано, что на сайте Облизбиркома не публикуют итоги выборов в Едином избирательном округе с разбивкой по окружным комиссиям, а только по территориальным и только члены комиссий знают что к чему относится.
25 июня назначены выборы на ЕДГ 2025 во вновь образованных муниципальных округах, а также оставленных в старом формате поселковых Советах. В Куйбышевском районе  двухуровневые выборы в Районное Собрание по трём пятимандатным округам и поселковые Думы. Так, попавшее на выборах в Заксобрание в округ №14, село Бетлица разделено на 5 избирательных участков, но в Думу села образован один десятимандатный округ. Федеральный закон запрещает образовывать округа более чем на пять мандатов более чем на одном избирательном участке. Те же нарушения в других муниципалитетах - в Думе Бутчино 7 мандатов на три участка, в селе Высокое 7 мандатов на два участка. Попавшие на выборах Заксобрание в округ №12, села Мокрое (7 на 2) и Жерелево (10 на 3)  - те же нарушения.
Сбор предложений для дополнительного зачисления в Резерв составов избирательных комиссий объявлен с 19 по 30 июня.
18 июня Облизбирком приняла решение о формах списков направляемых наблюдателей, в котором помимо сведений, предусмотренных Федеральным законом, требует указывать контактные телефоны каждого наблюдателя.
Облизбирком на сайте разместила такое объявление: "При представлении в избирательные комиссии документов, подготовленных с использованием специализированного программного изделия (СПИ), вместе с документами необходимо представлять выгрузку из СПИ (папка Kandlist), а также резервную копию базы данных СПИ, автоматически формируемую после создания выгрузки (файл вида- backup_07062025_09_27_16.kdl из директории C:\Program Files\Подготовка сведений\backups)".
26 июня опубликовано решение о назначении выборов депутатов Думы городского округа г. Калуги. Схема избирательных округов также не соответствует Федеральному закону запрещающему создавать округа из территорий не граничащих между собой. Округ №17 г. Калуги состоит из не граничащих между собой территорий. Это территория Московского округа г. Калуги, которая на выборах Заксобрания поделена между избирательными округами №1, №4 и №19.
26 июня Облизбирком приняла решение об использовании на участках КОИБ. Из 705 участков в Калужской области на 28% - 198 будут использовать комплексы обработки избирательных бюллетеней.
2 июля приостановлены полномочия члена Облизбирком назначенного Заксобранием по предложению Справедливой России Карпова Е,В., т.к.  он работает помощником действующего депутата и выдвинутой кандидатом Надежды Ефремовой. По закону членам комиссий запрещено предпринимать действия способствующие избранию кого-либо из кандидатов, а Карпов действующий член Бюро регионального отделения партии и не мог не участвовать в выдвижении Списка на партийной конференции. Его полномочия должны быть прекращены, а он оштрафован за административное правонарушение.
24 июля Калужоблизбирком приняла решение о создании 14 экстерриториальных избирательных участков в Москве. Руководство их деятельностью возложено на ТИК Октябрьского округа г. Калуги.

### Избирательные округа
23 декабря 2024 года избирательная комиссия Калужской области утвердила новую схему из 20 одномандатных избирательных округов на следующие 10 лет.  10 апреля 2025 года в описание границ трёх округов внесены изменения из-за преобразования Дзержинского и Козельского районов в муниципальные округа. Изменения затронули округа № 4, № 7 и № 13, но количество заявленных избирателей не менялось. Схема изначально не соответствует Федеральному закону, гарантирующему примерное равенство округов - отклонения не могут превышать 10% от средней нормы представительства. Всего заявлено 797937 избирателей по 20 округам. Средняя норма представительства  - 39896,85 , минимум 35908 избирателей, максимум - 43886. Но в округе №4, включающем часть муниципального округа Дзержинский и часть Калуги - 46680 избирателей, а это + 17% отклонения от средней нормы; в округе №7, включающем часть муниципального округа Дзержинский и муниципальные округа Медынский и Износковский - 33253 избирателя, а это - 16,65% отклонения; в округе №13, включающем часть муниципального округа Хвастовичский и муниципальные округа Козельский и Ульяновский - 35135 избирателей, а это - 11,94% отклонения от средней нормы представительства.
Отклонение от средней нормы в округе №1,  включающем часть муниципального округа Бабынинский и часть Калуги на 47796 избирателей, составляет + 19,8%; в округе №2, включающем часть муниципального округа Бабынинский и часть муниципального округа Сухиничский  на 33283 избирателя составляет  - 16,58%;  в округе №5, включающем часть муниципального округа Хвастовичский, часть муниципального округа Думиничский и часть муниципального округа Сухиничский  на 35598 избирателей,  составляет  - 10,77%; в округе №11,  включающем часть Обнинска и часть муниципального округа Малоярославецкий  на 32974 избирателя ,  составляет  - 17,35%; в округе №12,  включающем часть муниципального района Куйбышевский и часть муниципального округа  Думиничский  на 34708 избирателей,  составляет  - 13,01%; в округе №18,  включающем часть Калуги и  муниципальный округ Перемышльский  на 46404 избирателя,  составляет  + 16,31%; в округе №19 включающем часть муниципального округа Малоярославецкий  и часть Калуги на 46777 избирателей , составляет  + 17,24%; в округе №20,  включающем часть Калуги и муниципальный округ Ферзиковский на 45915 избирателей, составляет  + 15,08%. Федеральный закон допускает отклонение на 20% от средней нормы представительства для того, чтобы избежать дробление муниципальных образований на части, а в Калужской области региональная Избирательная комиссия трактует закон наоборот,  допустив отклонения  в  11 избирательных округах и все составив из частей разных муниципальных образований .
В соответствии с ФЗ "Об основных гарантиях избирательных прав..." Схема одномандатных округов утверждается Законодательным собранием по представлению Избирательной комиссией области, но в нарушение положений Федерального закона Избирательная комиссия присвоила себе полномочия утверждать  Схему округов. Кроме того, Схема принималась на 10 лет в 2015 году и её действие истекает только в 2025, никаких оснований принимать новую Схему в 2024 у комиссии не было, тем более, что  Постановлением №362/50-VI от 18 января 2019 года "Об утверждении схемы одномандатных избирательных округов для проведения выборов депутатов Законодательного Собрания Калужской области" (Опубликовано 22 января 2019 года) уже снова принималась Схема на 10 лет и срок по ней истекает в 2029.

### Ключевые даты
- 10 июня  Законодательное собрание Калужской области назначило выборы на 14 сентября 2025 года — единый день голосования (за 100—90 дней до дня голосования)
- 15 июня решение о назначении выборов официально опубликовано
- избирательная комиссия публикует календарный план мероприятий по подготовке и проведению выборов; определит число лиц, чьи подписи необходимо собрать.
- 18 июня Облизбирком приняла решение о голосовании 12, 13 и 14 сентября
- с 22 июня по 15 июля— период выдвижения кандидатов (7-30 дней после дня публикации решения о назначении выборов)
- агитационный  период официально начинается со дня выдвижения Списка кандидатов в Едином округе на партийной конференции, а  у кандидата  в одномандатном округе агитационный период с момента подачи заявления о выдвижении в окружную комиссию и прекращается в 24 часа 11 сентября перед первым днём голосования. А вот Единая Россия , организовав праймериз проводит агитацию вне агитационного периода и помимо избирательных счетов.
- 30 июня представление списков кандидатов от партий по одномандатным округам (не ранеe чем за 75 дней до ЕДГ)[9] - ещё одно ограничение помимо семидневной отсрочки по выдвижению кандидатов партиями.
- 1 августа до 18:00 — представление документов в избирательную комиссию для регистрации кандидатов (не позднее чем за 43 дня до дня голосования) — представление документов для регистрации кандидатов; к заявлениям должны прилагаться листы с подписями
- с 15 августа по 11 сентября — период агитации в СМИ (начинается за 28 дней до дня голосования)
- 8 сентября  - крайний день приёма списка назначенных наблюдателей (не позднее трёх дней до первого дня голосования). Приём осуществляется территориальными избиркомами до 17.15[9]
- 12 сентября  - первый день голосования
- 13 сентября — «второй день голосования»
- 14 сентября —  третий день голосования

### Сбор подписей и регистрация
Для регистрации областного списка кандидатов партиям необходимо собрать подписи избирателей в количестве 0,5 % (с запасом не более 10 %). До 50% подписей допускается собрать через сайт Госуслуги. По применяемой Схеме округов избирателей на 1 июля 2024 года зарегистрировано в Едином округе 797937. Подписей для регистрации списка необходимо 3990.  По Госуслугам можно собрать половину от необходимых - 1995. Дополнительно можно сдать ещё до 399 подписей. 
Для регистрации кандидата по одномандатному избирательному округу необходимо собрать подписи избирателей в количестве 3 % (с запасом не более 10 %). Избирательная комиссия делает расчёт числа подписей для каждого округа. До 50% подписей допускается собрать через сайт Госуслуги. Из-за неправильной нарезки округов кандидатам придётся собирать разное количество подписей, что нарушает равенство. Так в округе №1 для регистрации необходимы 1434 подписи (от 47796), в а округе №11 -  990 подписей  ( от 32974). Неравенство в 444  подписи (44,85%).  И дополнительно можно представить в округе №1 - 143 подписи, а в округе №11 - 99.
В октябре 2021 года избирком определил партии, которые освобождены от сбора подписей при выдвижении кандидатов по округам и списков кандидатов. Список включал 6 партий: «Единая Россия», КПРФ, «Справедливая Россия — За Правду», ЛДПР, «Новые люди», «Российская партия пенсионеров за социальную справедливость».
Избирательная комиссия Калужской области опубликовала график работы - в будние дни с 9.00 до 17.15, в пятницу до 16.00. Предлагается кандидатам и партиям накануне дня планируемой подачи документов предварительно записываться по электронной почте.

## Партии и кандидаты

### Единый избирательный округ
Списки кандидатов разделены на общеобластную часть (включает от 1 до 5 кандидатов) и на региональную часть, состоящую из региональных групп (от 3 до 5 кандидатов). Число региональных групп должно быть от 10 до 20 (число одномандатных избирательных округов). Всего в списке может быть от 31 до 105 кандидатов.
На выборах в 2020 году имели право принять участие в выдвижении 42 партии и 30 региональных отделений из этих партий. Теперь на сайте Минюста по Калужской области партий оставлено 23.
В июне 2024 в Закон области о выборах депутатов Заксобрания внесены изменения в части квот составов региональных групп и общей части списка, а изначально а законе принятом в 2014 году введено ограничение противоречащее Федеральному закону и постановлению Конституционного суда РФ о том, что не допускается объединение региональных групп списка, т.е. по мнению калужских законодателей региональные группы должны соответствовать границам определённых Областной избирательной комиссией частей, а если партия желает сократить количество групп, то списки составлять только в пределах тех же групп, а сокращённые группы оставлять пустыми.. На выборах а 2020 году "Партия пенсионеров" представила список только в 16 группах, но всё же получила один мандат. А вот "Партия Роста" по 17 группам и КПСС по 10 группам поддержки избирателей не получили.
| 1 | «Справедливая Россия — За Правду» | Ефремова Надежда Игоревна, Смоловик Андрей Евгеньевич                                                                                                | 78/75   | зарегистрирован |
| 2 | ЛДПР                              | Слуцкий Леонид Эдуардович, Деньгин Вадим Евгеньевич, Носов Владимир Викторович, Опарышев Степан Степанович                                           | 55/52   | зарегистрирован |
| 3 | «Партия пенсионеров»              | Терехова Наталья Васильевна, Гришин Кирилл Анатольевич, Родин Иван Алексеевич, Терехова Елена Валерьевна                                             | 54/54   | зарегистрирован |
| 4 | КПРФ                              | Яшкин Николай Иванович, Агванян Артур Мартунович | 62/59   | зарегистрирован |
| 5 | «Новые люди»                      | Бурляй Анастасия Алексеевна, Чаусов Николай Юрьевич, Цуканова Вера Владимировна                                                                      | 68/67   | зарегистрирован |
| 6 | «Родина»                          | Горбатин Вячеслав Александрович, Павличков Алексей Николаевич, Биченков Виталий Викторович                                                           | 39/0    | отказано        |
| 7 | Единая Россия                     | Шапша Владислав Валерьевич, Титов Артур Вячеславович, Новосельцев Геннадий Станиславович, Афанасьев Дмитрий Александрович, Лошакова Елена Георгиевна | 105/104 | зарегистрирован |
| * Общеобластная часть списка включает от 1 до 5 кандидатов. Остальные кандидаты распределены по региональным группам, которых должно быть от 10 до 20. |                                   | |         |                 |
| ** Максимальное число кандидатов в списке — 105 человека.                                                                                              |                                   | |         |                 |